# ارواح (فیلم)
ارواحِ مایکل جکسون یا ارواح (انگلیسی: Michael Jackson's Ghosts) فیلم کوتاهی با بازی مایکل جکسون و کارگردانی استن وینستون است. این فیلم برای اولین‌بار در پنجاهمین جشنوارهٔ کن اجرا شد. این فیلم شامل رقص‌هایی موزون با رهبری مایکل جکسون است. همچنین جکسون در نقش خانواده‌اش که غول هستند بازی می‌کند. تمام آهنگ‌های به‌کاررفته در فیلم از آلبوم‌های تاریخ و خون روی زمین رقص: تاریخ در میکس انتخاب شده‌اند.
مایکل جکسون در این فیلم ۳۷ دقیقه‌ای در ۵ نقش بازی می‌کند. صدای استفاده‌شده در هر کدام از این نقش‌ها، صدای اصلیِ مایکل جکسون است. مایکل به‌خاطر بازی‌اش در این فیلم، جلوه‌های ویژهٔ نوآورانه و داستان فیلم، مورد تعریف و تمجید منتقدان قرار گرفت. در ۱۴ مه، فیلم برای اولین‌بار در انگلستان اکران شد. این فیلم همچنین در بسیاری از شهرهای اروپایی نمایش داده شد و بسیار موفق عمل کرد. این فیلم پیش‌تر در ۵ نوامبر سال ۱۹۹۵ در یازده سینمای برگزیدهٔ سونی در آمریکا و در ۱۹ دسامبر سال ۱۹۹۶ در توکیو، ژاپن، برای اولین‌بار اکران شده بود. مایکل در اولین اکران فیلم ۳۵ دقیقه‌ایِ خود در توکیو حضور داشت.

## داستان
شهردار نرمال والی، گروهی را به عمارت استادی می‌برد که با ترفندهای جادویی و داستان‌های ارواح کودکان محلی را سرگرم می‌کند. بچه‌ها به والدین اطمینان می‌دهند که استاد هیچ اشتباهی انجام نداده‌است، اما شهردار قصد دارد او را به‌دلیل اینکه عجیب و غریب است از شهر بیرون کند.
استاد، شهردار را به یک مسابقهٔ ترسناک دعوت می‌کند: اولین کسی که بترسد باید آن‌جا را ترک کند. او ترفندهای جادویی و برنامه‌های رقص را با گروهی از ارواح انجام می‌دهد، سپس شهردار را تسخیر کرده و او را مجبور به رقصیدن می‌کند. پس از اجرا، استاد موافقت می‌کند که برود و به خاک تبدیل شود، اما به‌عنوان یک غول بزرگ بازمی‌گردد. شهردار وحشت‌زده از پنجره بیرون می‌پرد. خانواده‌ها قبول می‌کنند که خوش گذرانده‌اند و اجازه می‌دهند استاد بماند.

## بازیگران
- مایکل جکسون در نقش استاد / شهردار / شهردار غول / سوپرغول / اسکلت
- پت داد در نقش پت
- امی اسمالمن در نقش امی
- ادوینا مور در نقش ادوینا
- دانته بزه در نقش دانته
- ست اسمیت در نقش ست
- کندال کانینگهام در نقش کندال
- لورن راندولف در نقش لورن
- هدر اهلرز در نقش هدر

### طراحان رقص
- مایکل جکسون[۱]
- لاول اسمیت جونیور
- تراویس پین
- بری لدر

### رقصنده‌ها
- مایکل بالدراما
- تروی برگس
- جان «هاویک» گریگوری
- اِم. جی. گونگ
- هدر هارلی
- پائولا هریسون
- شانت هرد
- کریس جاد
- ریچارد کیم
- دوری کونو
- کلی کونو
- سوزی مک دونالد
- کورتنی میلر جونیور
- نیکی پانتنبورگ
- تراویس پین
- میا پیتس
- چارلی ای اشمیت
- جوی شتلر
- یوکو سومیدا
- آنتونی تالائوگا
- ریچموند تالائوگا
- لیزا جوآن تامپسون
- میک تامپسون
- استیسی واکر
- میشل وبر
- جیسون یریبار

## انتشار
ارواح در جشنواره فیلم کن ۱۹۹۷ خارج از رقابت به نمایش درآمد. با بیش از ۳۸ دقیقه، رکوردهای جهانی گینس برای طولانی‌ترین موزیک ویدئو را تا سال ۲۰۱۳ در دست داشت، که توسط فارل ویلیامز شکسته شد. در سال ۲۰۲۰، این فیلم از ۲۹ اکتبر تا ۱ نوامبر در کانال یوتیوب جکسون در دسترس بود.
در دسامبر ۱۹۹۷، در اواخر تبلیغ برای آلبوم ریمیکس خون روی زمین رقص: تاریخ در میکس، مایکل جکسون، مجموعه‌ای از مجموعهٔ ارواح را به‌صورت لوکس فقط در اروپا منتشر شد. مجموعه جعبه شامل انتشار VHS مینی فیلم جکسون، ارواح، بر روی ویدئوی خانگی و آلبوم خون روی زمین رقص: تاریخ در میکس بر روی سی‌دی و همچنین یک سی‌دی تک‌آهنگ به نام سی‌دی مینی‌ماکس، نسخه محدود بود.

## آهنگ‌ها
موسیقی اصلی ارکستر توسط نیکلاس پایک ساخته شده‌است. در سال ۲۰۲۱، موسیقی متن از روی سی‌دی غیر تبلیغاتی در وب منتشر شد. آهنگ‌های اجرایی مایکل جکسون (به همراه رقص) در این فیلم به شرح زیر است:
- «خیلی بد» (نسخهٔ فیلم)
  - برگرفته از تاریخ: گذشته، حال و آینده، کتاب یکم
- «آیا ترسناک است» (نسخهٔ فیلم)
  - برگرفته از خون روی زمین رقص: تاریخ در میکس
- «ارواح»
  - برگرفته از خون روی زمین رقص: تاریخ در میکس

## روی خط
روی خط (انگلیسی: On the Line) آهنگی است که توسط مایکل جکسون اجرا شده‌است و همچنین در نوشتن آن (در تیتراژ نویسندگی مجموعه نهایی) نقش دارد. این فیلم در ابتدا توسط جکسون برای فیلم اسپایک لی، سوار اتوبوس شو (۱۹۹۶) ضبط شد، اما در موسیقی متن نمایش داده نشد.
نسخه کامل این آهنگ در ۱۶ نوامبر ۲۰۰۴ به‌عنوان یک قطعه آلبوم از مجموعه نهایی وی منتشر شد.

### کارکنان
- نوشتن و آهنگسازی بیبی‌فیس و مایکل جکسون[۶][۷]
- تولید شده توسط بیبی‌فیس[۶][۸]
- تک‌نوازی و آواز پس‌زمینه توسط مایکل جکسون

### فهرست آهنگ

#### نسخه محدود مینی‌ماکس سی‌دی (ایی‌پی‌سی ۶۶۵۲۶۸ ۲)[۹]
1. «در خط» (نسخه کوتاه) - ۰۴:۳۷
2. «ارواح» (ریمیکس راک راک مؤسس تی) - ۰۴:۲۵
3. «آیا ترسناک است» (میکس ترسناک دی‌جی گریک) - ۰۷:۱۲